# Monstrilla rebis
Monstrilla rebis is een eenoogkreeftjessoort uit de familie van de Monstrillidae. De wetenschappelijke naam van de soort is voor het eerst geldig gepubliceerd in 1993 door Suárez-Morales & Gasca-Serrano.